# Krasnyj Cholm
Krasnyj Cholm (in russo Красный Холм?) è una città della Russia europea centrale, appartenente all'oblast' di Tver'; è il capoluogo del rajon Krasnocholmskij e sorge sulle rive del fiume Neledina a 170 chilometri di distanza da Tver'
Citata in documento del 1518, ottenne lo status di città nel 1776.